# Ohis
Ohis est une commune française située dans le département de l'Aisne, en région Hauts-de-France.
Ses habitants s'appellent les Ohissois et les Ohissoises.

## Géographie
- 1Carte dynamique
- 2Carte OpenStreetMap
- 3Carte topographique
- 4Carte avec les communes environnantes

Ohis est limitrophe de sept communes : Origny-en-Thiérache, Étréaupont, La Bouteille, Effry, Wimy, Mondrepuis et Neuve-Maison.

### Hydrographie
La commune est située dans le bassin Seine-Normandie. Elle est drainée par l'Oise, le cours d'eau 01 du Fond des Roques, le fossé de la Grande Prairie et l'Oise,,.
L'Oise prend sa source en Belgique, à 309 mètres d'altitude, dans l'ancienne commune de Forges et se jette dans la Seine à 20 mètres d'altitude, au Pointil en rive droite et en aval du centre de Conflans-Sainte-Honorine dans le département des Yvelines. D'une longueur 341 kilomètres, elle est presque entièrement navigable et bordée de canaux sur 104 kilomètres. Les caractéristiques hydrologiques de l'Oise sont données par la station hydrologique située sur la commune d'Hirson. Le débit moyen mensuel est de 4,99 m3/s. Le débit moyen journalier maximum est de 151 m3/s, atteint lors de la crue du 7 janvier 2011. Le débit instantané maximal est quant à lui de 188 m3/s, atteint le même jour.

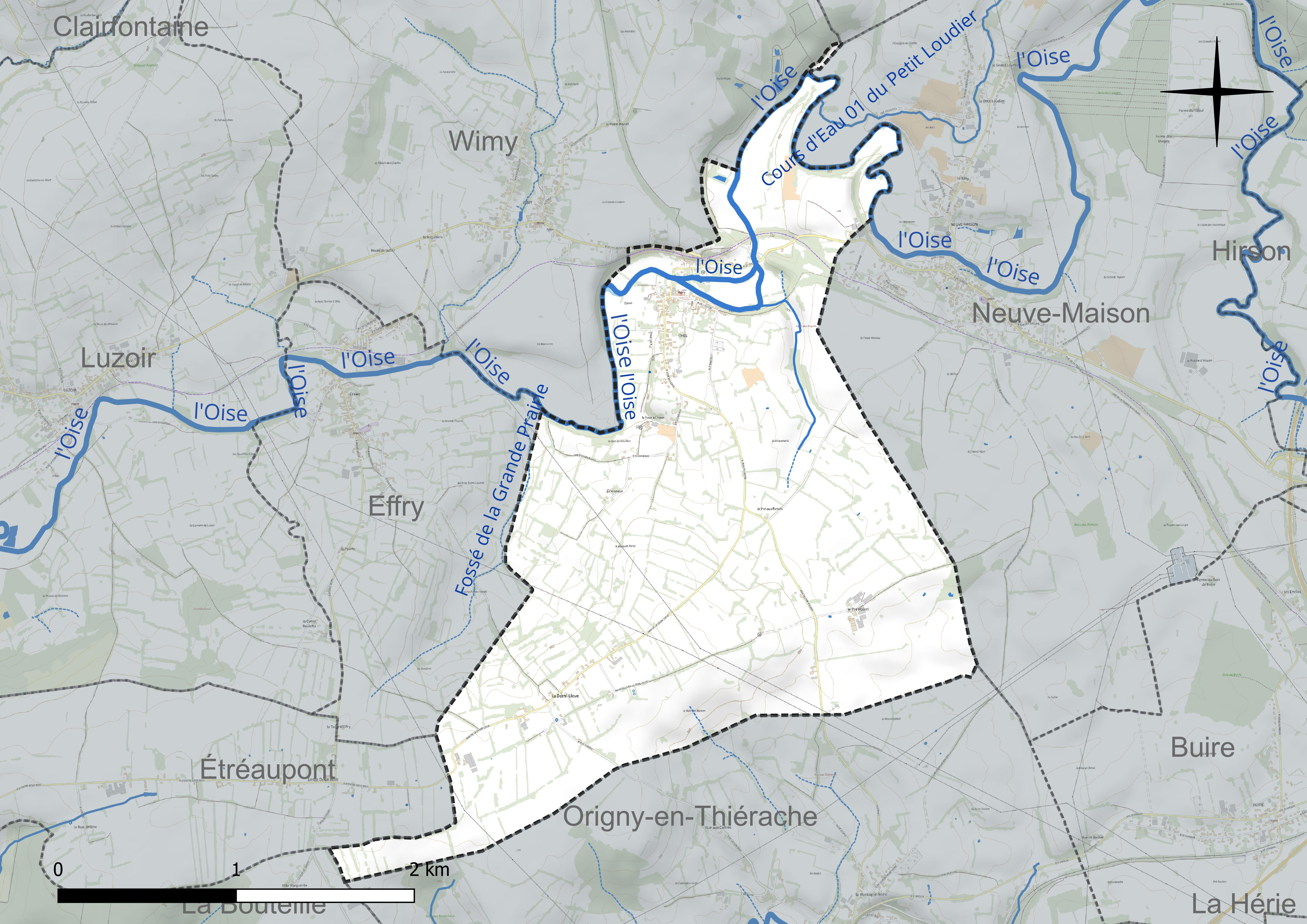
Réseau hydrographique d'Ohis.

### Climat
Pour des articles plus généraux, voir Climat des Hauts-de-France et Climat de l'Aisne.
En 2010, le climat de la commune est de type climat des marges montargnardes, selon une étude du CNRS s'appuyant sur une série de données couvrant la période 1971-2000. En 2020, Météo-France publie une typologie des climats de la France métropolitaine dans laquelle la commune est exposée à un climat océanique altéré et est dans la région climatique Nord-est du bassin Parisien, caractérisée par un ensoleillement médiocre, une pluviométrie moyenne régulièrement répartie au cours de l'année et un hiver froid (3 °C).
Pour la période 1971-2000, la température annuelle moyenne est de 9,8 °C, avec une amplitude thermique annuelle de 15,1 °C. Le cumul annuel moyen de précipitations est de 886 mm, avec 13,3 jours de précipitations en janvier et 9,9 jours en juillet. Pour la période 1991-2020, la température moyenne annuelle observée sur la station météorologique la plus proche, située sur la commune de Fontaine-lès-Vervins à 11 km à vol d'oiseau, est de 10,5 °C et le cumul annuel moyen de précipitations est de 826,3 mm,. Pour l'avenir, les paramètres climatiques de la commune estimés pour 2050 selon différents scénarios d'émission de gaz à effet de serre sont consultables sur un site dédié publié par Météo-France en novembre 2022.

## Urbanisme

### Typologie
Au 1er janvier 2024, Ohis est catégorisée commune rurale à habitat dispersé, selon la nouvelle grille communale de densité à 7 niveaux définie par l'Insee en 2022.
Elle est située hors unité urbaine. Par ailleurs la commune fait partie de l'aire d'attraction d'Hirson, dont elle est une commune de la couronne,. Cette aire, qui regroupe 26 communes, est catégorisée dans les aires de moins de 50 000 habitants,.

### Occupation des sols
L'occupation des sols de la commune, telle qu'elle ressort de la base de données européenne d'occupation biophysique des sols Corine Land Cover (CLC), est marquée par l'importance des territoires agricoles (96 % en 2018), une proportion sensiblement équivalente à celle de 1990 (96,2 %). La répartition détaillée en 2018 est la suivante : 
prairies (82,7 %), terres arables (9 %), zones agricoles hétérogènes (4,2 %), zones urbanisées (4 %).
L'évolution de l'occupation des sols de la commune et de ses infrastructures peut être observée sur les différentes représentations cartographiques du territoire : la carte de Cassini (XVIIIe siècle), la carte d'état-major (1820-1866) et les cartes ou photos aériennes de l'IGN pour la période actuelle (1950 à aujourd'hui).

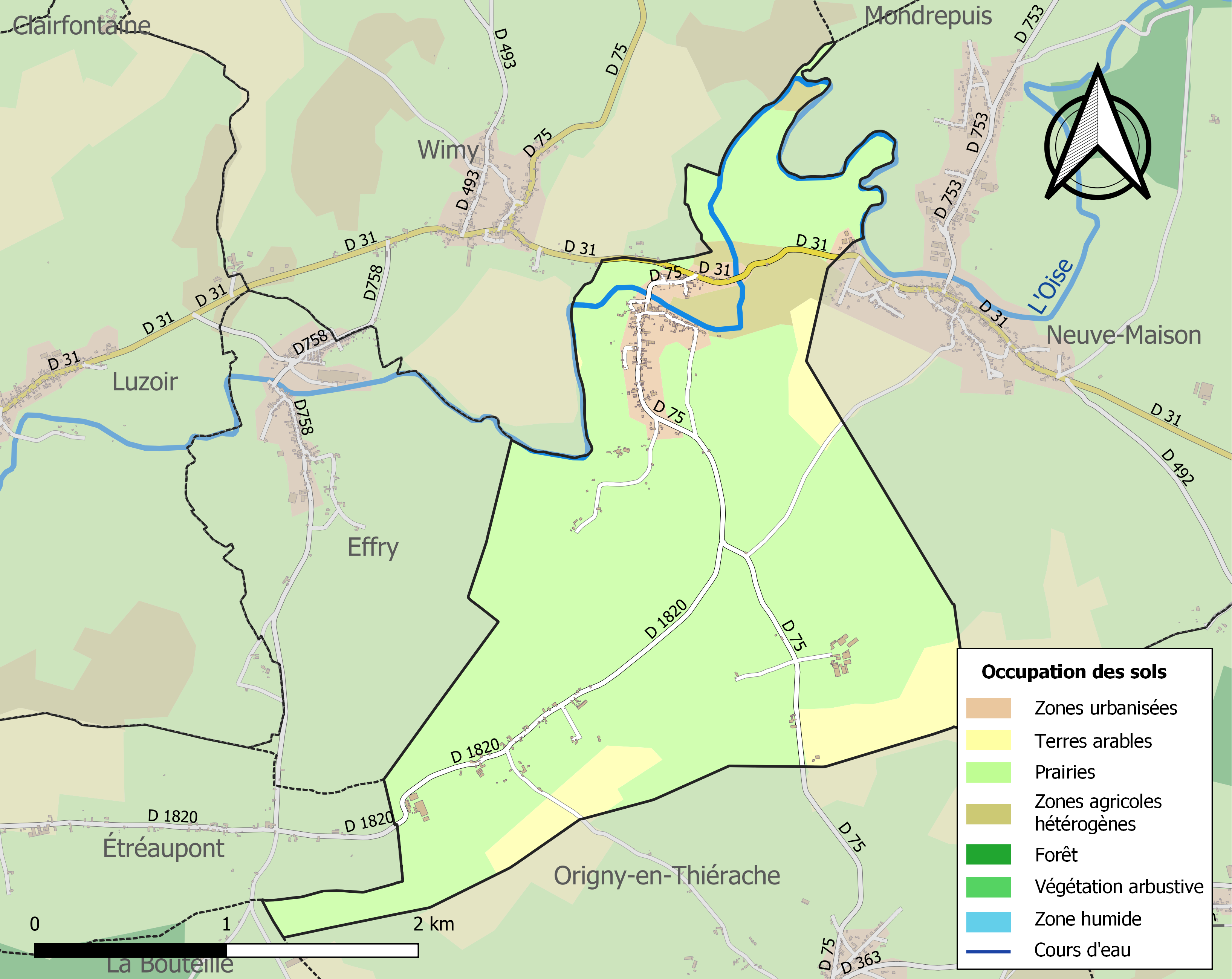
Carte de l'occupation des sols de la commune en 2018 (CLC).

## Toponymie
- Noms anciens : Le nom du village apparaît pour la première fois en 1177 sous l'appellation de Olherie dans un cartulaire de l'abbaye Saint-Martin de Laon. L'orthographe variera encore ensuite : Ohies, (1148), Hauis (1202 - Cart. de l'abb. de Bucilly, f. 3 et 80), Ohyes (1317 - Cart. de l'Emp. L992), Hohis au XIVe siècle - Carte de la seigneurie de Guise, f. 92), Ohiz (1561 - Arch. de la ville de Guise), Ohy (1572 - Tit. de l'abb. Saint-Rémy de Reims, arch. de la Marne), Ohy-en-Thiérache (1759 - Baill. de Ribemont, B t3), Ohy vers 1750 sur la carte de Cassini et enfin l'orthographe actuelle Ohis au XIXe siècle[19].
- Trouver l'origine d'un nom n'est pas souvent simple au vu de l'influence successive des langues différentes. A l'instar de nombreuses localité du nord de la France, la première partie du nom semble correspondre à une personne d'origine germanique (franc) suivie de "ie", qui a évolué au fil du temps en "is", "iz", "y" puis revenu en "is", terme signifiant "propriété de"[réf. nécessaire].

## Histoire
La seigneurie était indivise entre le prieur de Corbeny et le Duc de Guise. le village ressortissait à la prévôté d'Hirson.
Les seuls seigneurs connus d'Ohis sont :
1311-22 : Viard d'Ohis ou Guyard.
1336 : Jean dit Ferrand, seigneur d'Ohis, écuyer.
1344 : Pierre de Becond, sire de Fléchinel et Ohis, mort en 1356.
Vers 1680, Louis-François d'Hervilly, seigneur de Leschelles, Ohis, etc.
Ohis était rattachée au duché de Guise.

## Politique et administration

### Découpage territorial
La commune d'Ohis est membre de la communauté de communes des Trois Rivières, un établissement public de coopération intercommunale (EPCI) à fiscalité propre créé le 29 décembre 1995 dont le siège est à Buire. Ce dernier est par ailleurs membre d'autres groupements intercommunaux.
Sur le plan administratif, elle est rattachée à l'arrondissement de Vervins, au département de l'Aisne et à la région Hauts-de-France. Sur le plan électoral, elle dépend du  canton d'Hirson pour l'élection des conseillers départementaux, depuis le redécoupage cantonal de 2014 entré en vigueur en 2015, et de la troisième circonscription de l'Aisne  pour les élections législatives, depuis le dernier découpage électoral de 2010.

### Administration municipale
| Période                                  | Période                       | Identité           | Étiquette | Qualité                                                   |
| ---------------------------------------- | ----------------------------- | ------------------ | --------- | --------------------------------------------------------- |
| Les données manquantes sont à compléter. |                               |                    |           |                                                           |
| 1791                                     | 1791                          | Vasseur            |           |                                                           |
| Les données manquantes sont à compléter. |                               |                    |           |                                                           |
| avant 1988                               | ?                             | Antoinette Gillier |           |                                                           |
| mars 1989                                | 8 mai 2013                    | Michel Boudsocq    |           | Décédé en fonction                                        |
| 21 juin 2013                             | mai 2020                      | Serge Devin        | PS        | Retraité Fonction publique Réélu pour le mandat 2014-2020 |
| mai 2020                                 | En cours (au 11 juillet 2020) | Michel Landerieux  | PS        |                                                           |

## Démographie
L'évolution du nombre d'habitants est connue à travers les recensements de la population effectués dans la commune depuis 1793. Pour les communes de moins de 10 000 habitants, une enquête de recensement portant sur toute la population est réalisée tous les cinq ans, les populations de référence des années intermédiaires étant quant à elles estimées par interpolation ou extrapolation. Pour la commune, le premier recensement exhaustif entrant dans le cadre du nouveau dispositif a été réalisé en 2004.

En 2022, la commune comptait 270 habitants, en évolution de −14,29 % par rapport à 2016 (Aisne : −1,97 %, France hors Mayotte : +2,11 %).
| 1793 | 1800 | 1806 | 1821 | 1831 | 1836 | 1841 | 1846 | 1851 |
| ---- | ---- | ---- | ---- | ---- | ---- | ---- | ---- | ---- |
| 420  | 418  | 492  | 460  | 554  | 638  | 677  | 720  | 745  |

| 1856 | 1861 | 1866 | 1872 | 1876 | 1881 | 1886 | 1891 | 1896 |
| ---- | ---- | ---- | ---- | ---- | ---- | ---- | ---- | ---- |
| 730  | 724  | 759  | 660  | 658  | 711  | 675  | 592  | 579  |

| 1901 | 1906 | 1911 | 1921 | 1926 | 1931 | 1936 | 1946 | 1954 |
| ---- | ---- | ---- | ---- | ---- | ---- | ---- | ---- | ---- |
| 528  | 553  | 517  | 508  | 513  | 455  | 439  | 429  | 428  |

| 1962 | 1968 | 1975 | 1982 | 1990 | 1999 | 2004 | 2006 | 2009 |
| ---- | ---- | ---- | ---- | ---- | ---- | ---- | ---- | ---- |
| 420  | 386  | 345  | 341  | 332  | 319  | 314  | 312  | 306  |

| 2014 | 2019 | 2022 | - | - | - | - | - | - |
| ---- | ---- | ---- | - | - | - | - | - | - |
| 316  | 279  | 270  | - | - | - | - | - | - |

## Lieux et monuments

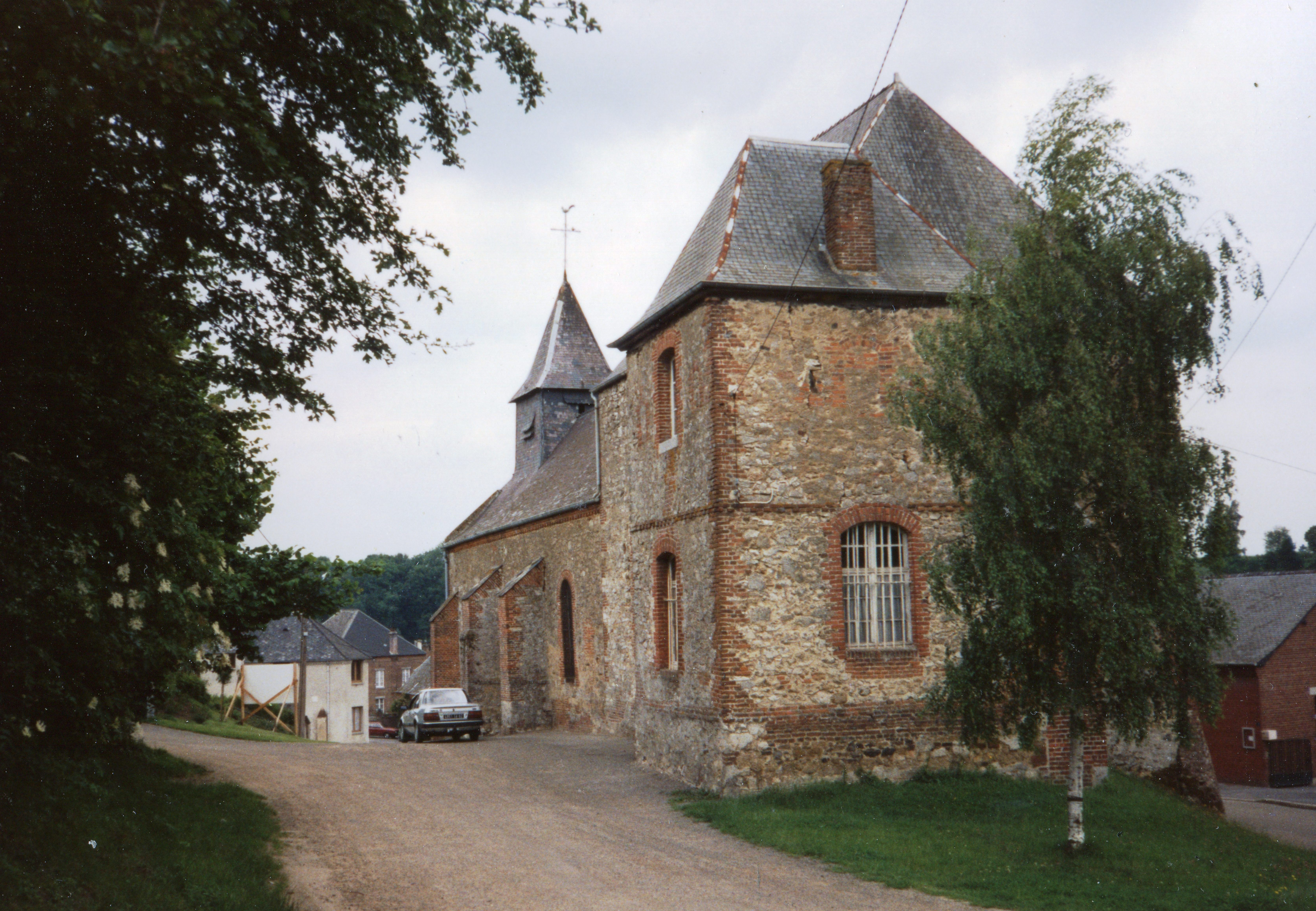
Église Saint-Maurice.
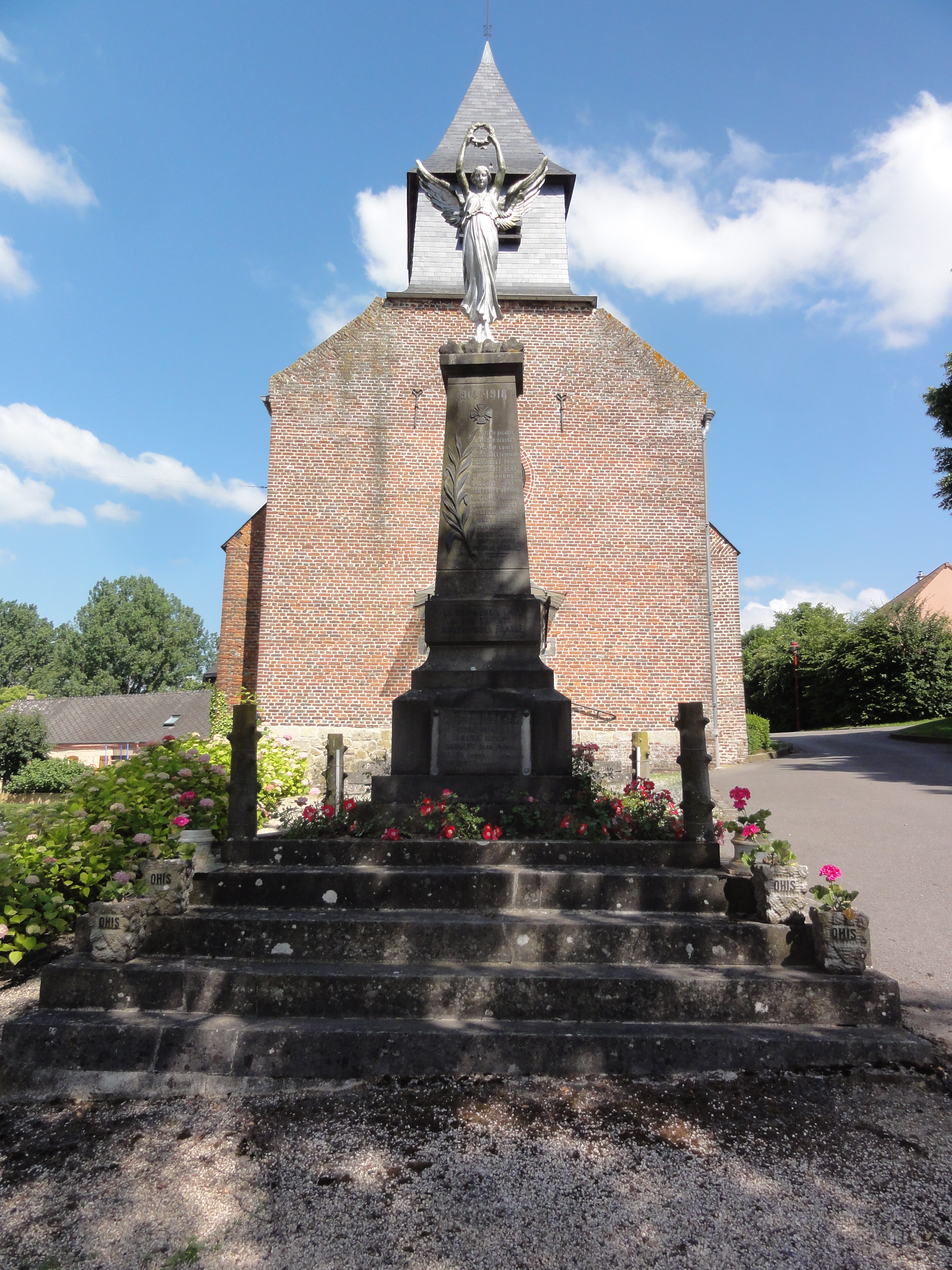
Monument aux morts.
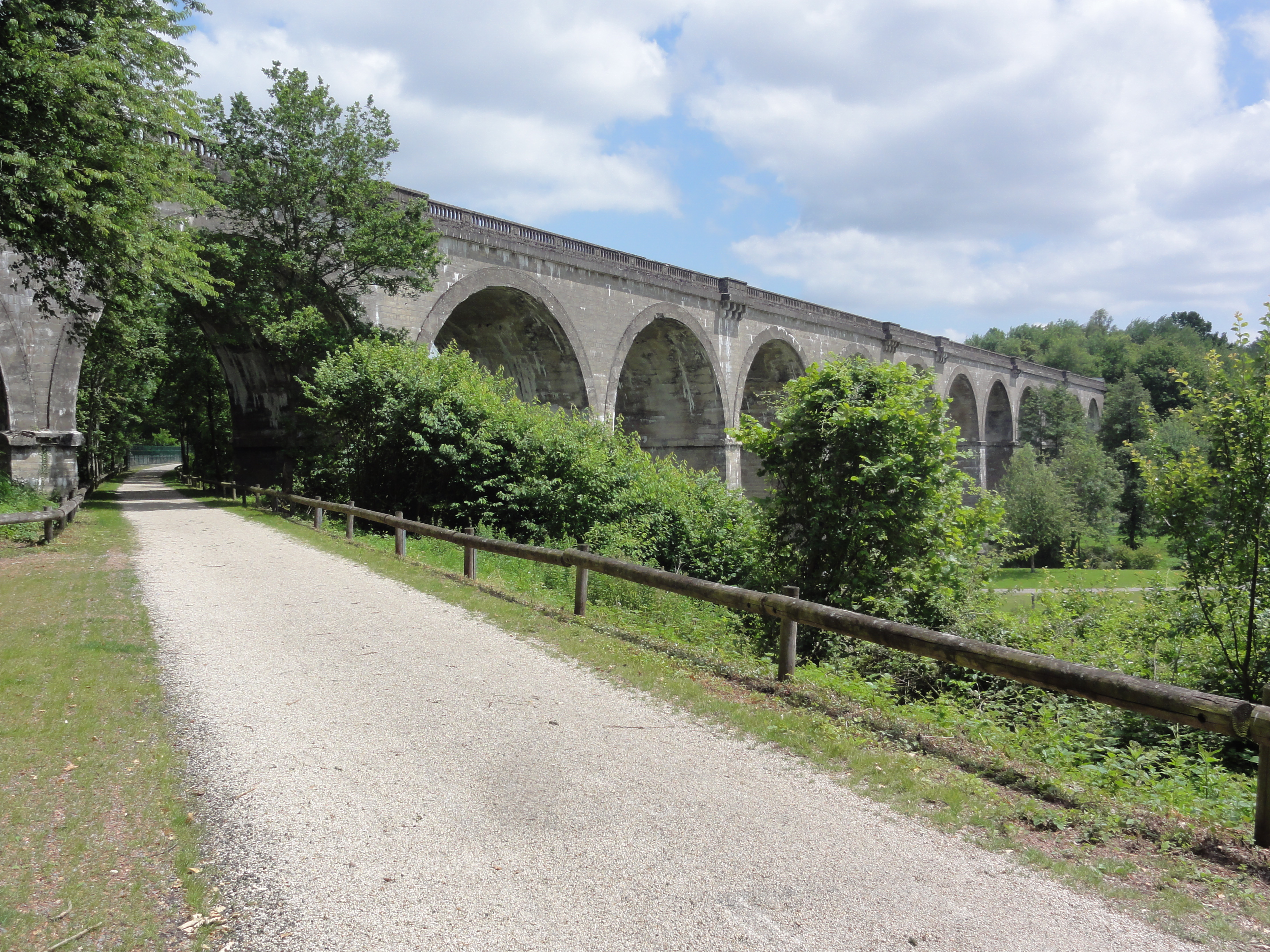
Axe vert de la Thiérache et le viaduc sur l'Oise.
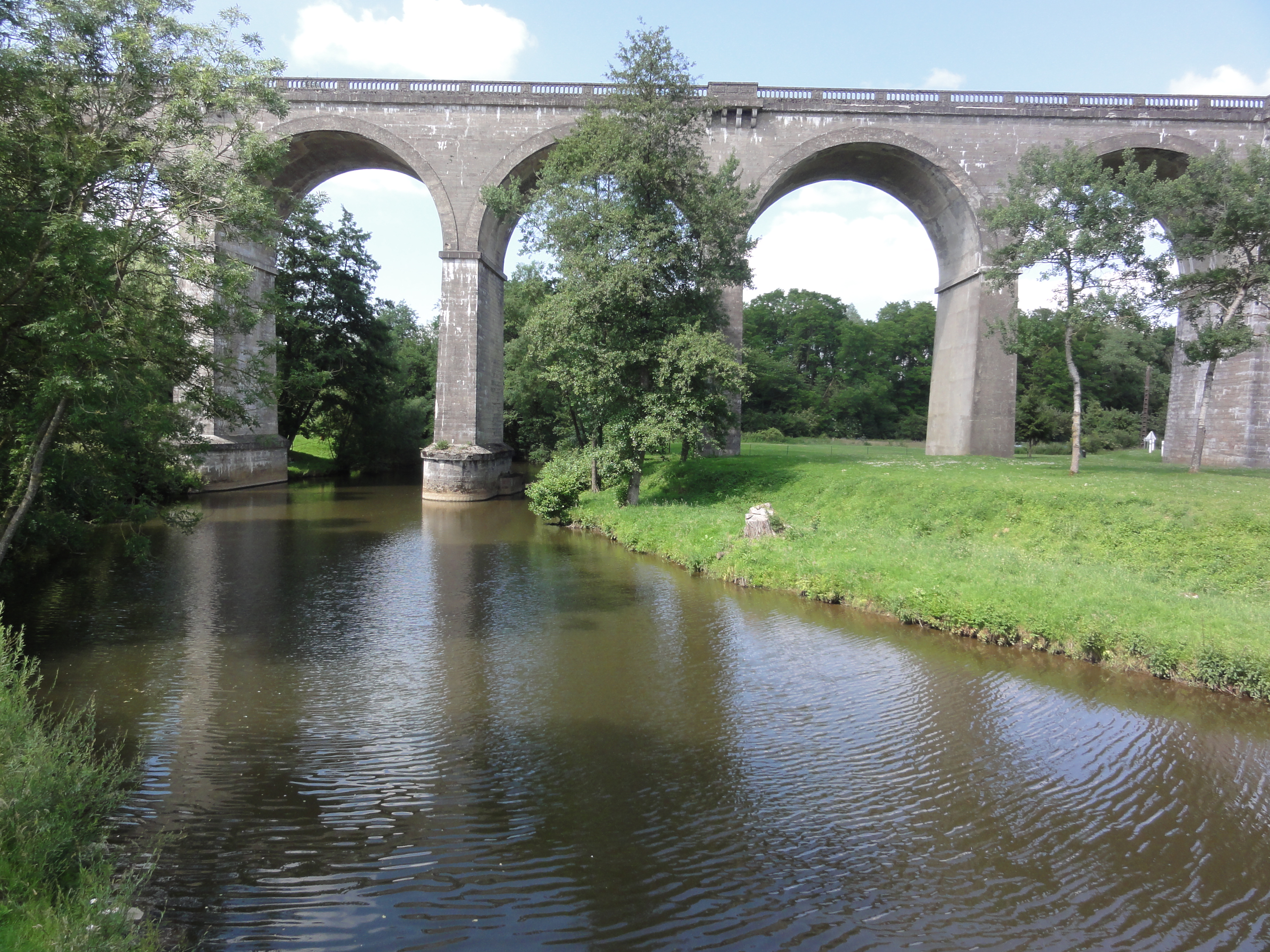
Le viaduc et l'Oise.

- Axe vert de la Thiérache, chemin de randonnée ayant repris la plate-forme de l'ancienne voie ferrée Guise – Hirson.
- Chapelle Notre-Dame-de-Bon-Secours : cette chapelle circulaire en brique, néo-gothique, a été fondée en 1871 par les jeunes gens du village, en signe de gratitude pour la protection de la Vierge au cours de la guerre de 1870-1871[32].
- Eglise Saint-Maurice.
- Ferme d'Ohis, inscrite monument historique.
- Monument aux morts.
- Viaduc sur l'Oise (ancienne ligne ferroviaire Busigny – Hirson), dont la longueur est de 220 mètres.

## Personnalités liées à la commune
- Jean Richepin (1849-1926), poète, romancier et auteur dramatique français.